# ロイ・ウェガリー
ロイ・ウェガリー（Roy Wegerle、1964年3月19日 - ）は、南アフリカ共和国プレトリア出身の元サッカー選手で、現在はプロゴルファーである。
1984年から1998年まで選手生活を送り、イングランド・プレミアリーグのクイーンズ・パーク・レンジャーズ(QPR)、ブラックバーン・ローバーズ、コヴェントリー・シティ。そしてフットボールリーグのチェルシー、スウィンドン・タウン、ルートン・タウンでの活躍で知られている。彼はまた、故郷であるアメリカでもタンパベイ・ラウディーズ、タコマ・スターズ、コロラド・ラピッズ、D.C.ユナイテッド、タンパベイ・ミューティニーでもキャリアを送っている。アメリカ代表としては、1994年と1998年のワールドカップに出場した。
ウーゴ・サンチェスと2人しかいないNASLとMLSの両方のリーグでプレーしたうちの1人である。

## 経歴

### キャリア早期
プレトリアで生まれたウェガリーは、ウォータークルーフ小学校でサッカーを始めた。周りにはチームメイトに後にサクラメントで活躍するクリフォード・ロストウスキー、カリフォルニアで弁護士になるディオン・ステインと(今ではオーストラリアに居を構えている)デイヴィッド・クローサーがおり、ウェガリーの才能は飛躍的に開花した。彼はすぐに彼の兄の所属する、地域のクラブ、アーカディア・シェパーズからの招待を受け、成功したキャリアを歩んだ。

### タンパベイ・ラウディーズ
ウェガリーは1980年にマンチェスター・ユナイテッドでのテストに不合格になった後、アメリカの大学でのプレーを選択した。2シーズンを南フロリダ大学で過ごした間の1983年に大学の年間ゴール記録である21ゴールを挙げている。北米サッカーリーグ (NASL) のタンパベイ・ラウディーズは1984年の大学ドラフトで彼を1巡目で引き当てた。NASLの最終年である1984年に、彼は21試合に出場し、9ゴール、17アシストを記録し、最優秀新人賞を受賞した。素晴らしいことに、タンパベイを指揮していたのはロドニー・マーシュであり、彼のつてでウェガリーに将来のイングランドへの移籍の道を築くことに大いに貢献した。NASLの終焉を迎え、彼はメジャーインドアサッカーリーグのタコマ・スターズへ移籍し、2年間を過ごした。南フロリダ大学においては、元チェルシーのストライカーであり、UEFAカップウィナーズカップを制したデレック・スメサーストのもとでプロとしてのキャリアとは何であるかという基礎を学んだ。

### チェルシー
1986年、QPRのスター選手であったマーシュがイングランドでの職を得て、ウェガリーをトライアウトにかけた。QPRはその時には目をかけなかったが、チェルシーには十分なインパクトを与え、契約オファーを得ることができた。しかし、ウェガリーはチェルシーでは安定したプレーができず、1988年3月24日、ローン移籍で最後の7試合をスウィンドン・タウンでプレーすることになった。

### ルートン・タウンとQPR
シーズン終了後、チェルシーはウェガリーを7万5,000ポンドでルートンに売却した。ルートンでのウェガリーは、チーム内得点王を記録し、1989年にQPRに100万ポンドで引き抜かれた。彼は1990-91年シーズンに1部リーグの得点上位3位に食い込み、リーズとのエランド・ロードでの争いに勝ち、ITVゴール・オブ・ザ・シーズンの名誉に授かった。その後、QPRに新しい監督、ジェリー・フランシスが来て、ウェガリーを重宝しなくなるまで順調なキャリアを築いていたが、1992年3月に移籍することになった。

### ブラックバーン・ローバーズ
ブラックバーンには110万ポンドで移籍した。これは2部リーグのクラブとしては記録的な金額であった。彼は1992年5月に新しいFAプレミアリーグへのプレーオフで勝利を導くのに大いに貢献した。しかし、彼個人のキャリアチャンスはその時、イーウッド・パークでのアラン・シアラーというスターの登場によりくじかれてしまった。

### コヴェントリー・シティ
1992-93年シーズンにはウェガリーのもとに、数多くのオファーが届いたが、22試合の出場の後、ブラックバーンは1993年3月に100万ポンドでコヴェントリーに売却することを決めた。怪我の数々にも関わらず、1994-95年シーズンの契約最終年までに53試合に出場し、9ゴールを決めた。

### コロラド・ラピッズ
1996年、ウェガリーはMLSとサインした。その当時、この新しくできたリーグは有名選手を各クラブの戦力均衡のために割り当てる制度を採っていた。この過程により、MLSは彼をコロラド・ラピッズに与えたが、しかし、彼はあまり活躍することができなかった。

### D.C.ユナイテッド
1年半のコロラドでの選手生活の、2年目シーズンの14試合の直後、D.C.ユナイテッドのスティーブ・ランメルとのトレードとなった。ラピッズでは36試合に出場し、4ゴールではあったが、監督であるボビー・ホートンが解任された時に暫定監督を1試合務めた。D.C.ユナイテッドに合流したとき、チームは優勝争いを演じていた。彼のゴールのペースは上がり、ポストシーズンを含めて19試合で5ゴールをマークし、ブルース・アリーナ監督の期待をも上回る活躍をしてみせた。

### タンパベイ・ミューティニー
1998年4月26日に、D.C.ユナイテッドが、ウェガリーとタンパベイ・ミューティニーのロイ・レイシターと行ったトレードはリーグ史上最も不均衡なトレードのひとつの結果となった。レイシターはMLSを代表するゴールキーパーであったが、一方でウェガリーは同年のミュテニィでのシーズンで僅かに1ゴールに終わり、選手生活を引退した。

## 代表経歴
ウェガリーはアメリカ人の妻と結婚したあと、1991年にアメリカ市民権を得た。1992年5月30日のアイルランド戦でデビューを果たし、その後41試合7得点の活躍で国に貢献した。
1994年1月8日、ウェガリーは膝の怪我をし、幾多の関節鏡手術を受けたが、同年のFIFAワールドカップのキープレイヤーとして戻ってくることができた。
1998年までに、足を引きずりながら手術に何度も立ち向かった。1998年のフランスワールドカップまでの間に再起を図って、代表復帰を遂げたが、前回大会のようなキープレイヤーとなることはできなかった。元代表監督のスティーブ・サンプソンによれば、ウェガリーは、同年2月25日のベルギー戦と3月14日のパラグアイ戦の間にアシスタントコーチのクリーブ・チャールズに会いに来て、代表チームキャプテンであるジョン・ハークスと、代表のストライカーであるエリック・ウィナルダの妻、エイミーの痴情について相談をした結果、ハークスは代表チームから落選した。こういった内部の問題もあり、1998年のワールドカップではグループリーグ最下位に終わった。

## 私生活
ロイ・ウェガリーは元NASL選手の、ジェフ・ウェガリーとスティーブ・ウェガリーの兄弟の末っ子である。3人全員がタンパベイでプレーしていたこともある。ロイには1987年に生まれたジョーレンという息子がいる。

## ゴルフ歴
サッカー選手として引退後、プロゴルファーとして生計を立てている。

## メディア歴
ESPN2の「MLSエクストラタイム」のホストの一役を担っている。

## 代表歴

### 出場大会
- アメリカ代表
  - 1994 FIFAワールドカップ (ベスト16)
  - 1998 FIFAワールドカップ (グループリーグ敗退)

### 試合数
- 国際Aマッチ 41試合 7得点（1992年-1998年）[6]

| アメリカ代表 | 国際Aマッチ | 国際Aマッチ |
| 年           | 出場        | 得点        |
| ------------ | ----------- | ----------- |
| 1992         | 4           | 1           |
| 1993         | 10          | 0           |
| 1994         | 7           | 1           |
| 1995         | 5           | 1           |
| 1996         | 0           | 0           |
| 1997         | 3           | 2           |
| 1998         | 12          | 2           |
| 通算         | 41          | 7           |